# Лавардан
Лаварда́н (фр. Lavardens) — коммуна во Франции, в кантоне Жегён округа Ош, департамент Жер, Окситания. Входит в список «Самых красивых деревень Франции».
Код INSEE коммуны — 32204.

## География

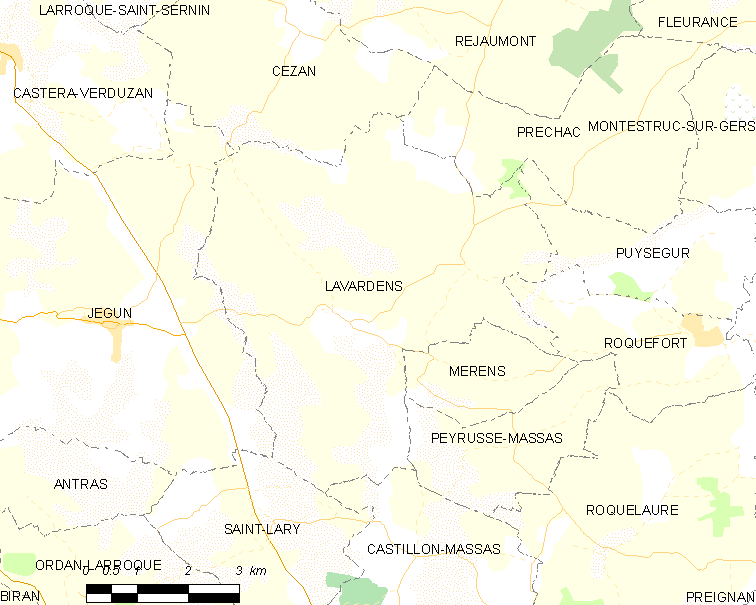
Карта коммуны

Коммуна расположена приблизительно в 590 км к югу от Парижа, в 80 км западнее Тулузы, в 14 км к северо-западу от Оша.

## Климат
Климат умеренно-океанический. Лето жаркое и немного дождливое, температура часто превышает 35 °С. Зимой часто бывает отрицательная температура и ночные заморозки. Годовое количество осадков — 700—900 мм.

## Население
Население коммуны на 2010 год составляло 407 человек.
| 1962 | 1968 | 1975 | 1982 | 1990 | 1999 | 2010 |
| ---- | ---- | ---- | ---- | ---- | ---- | ---- |
| 517  | 504  | 422  | 373  | 377  | 376  | 407  |

## Администрация
| Период | Период | Фамилия          | Партия | Примечания |
| ------ | ------ | ---------------- | ------ | ---------- |
| 1977   | 2001   | Робер Фуркад     |        |            |
| 2001   | 2014   | Жан-Пьер Мот     |        |            |
| 2014   | 2020   | Николь Пасколини |        |            |

## Экономика
В 2010 году среди 243 человек трудоспособного возраста (15-64 лет) 183 были экономически активными, 60 — неактивными (показатель активности — 75,3 %, в 1999 году было 70,1 %). Из 183 активных жителей работали 165 человек (92 мужчины и 73 женщины), безработных было 18 (8 мужчин и 10 женщин). Среди 60 неактивных 20 человек были учениками или студентами, 30 — пенсионерами, 10 были неактивными по другим причинам.

## Достопримечательности
- Церковь Св. Михаила (XV век). Исторический памятник с 1960 года[5]
- Замок Лавардан (XIII век). Исторический памятник с 1961 года[6]

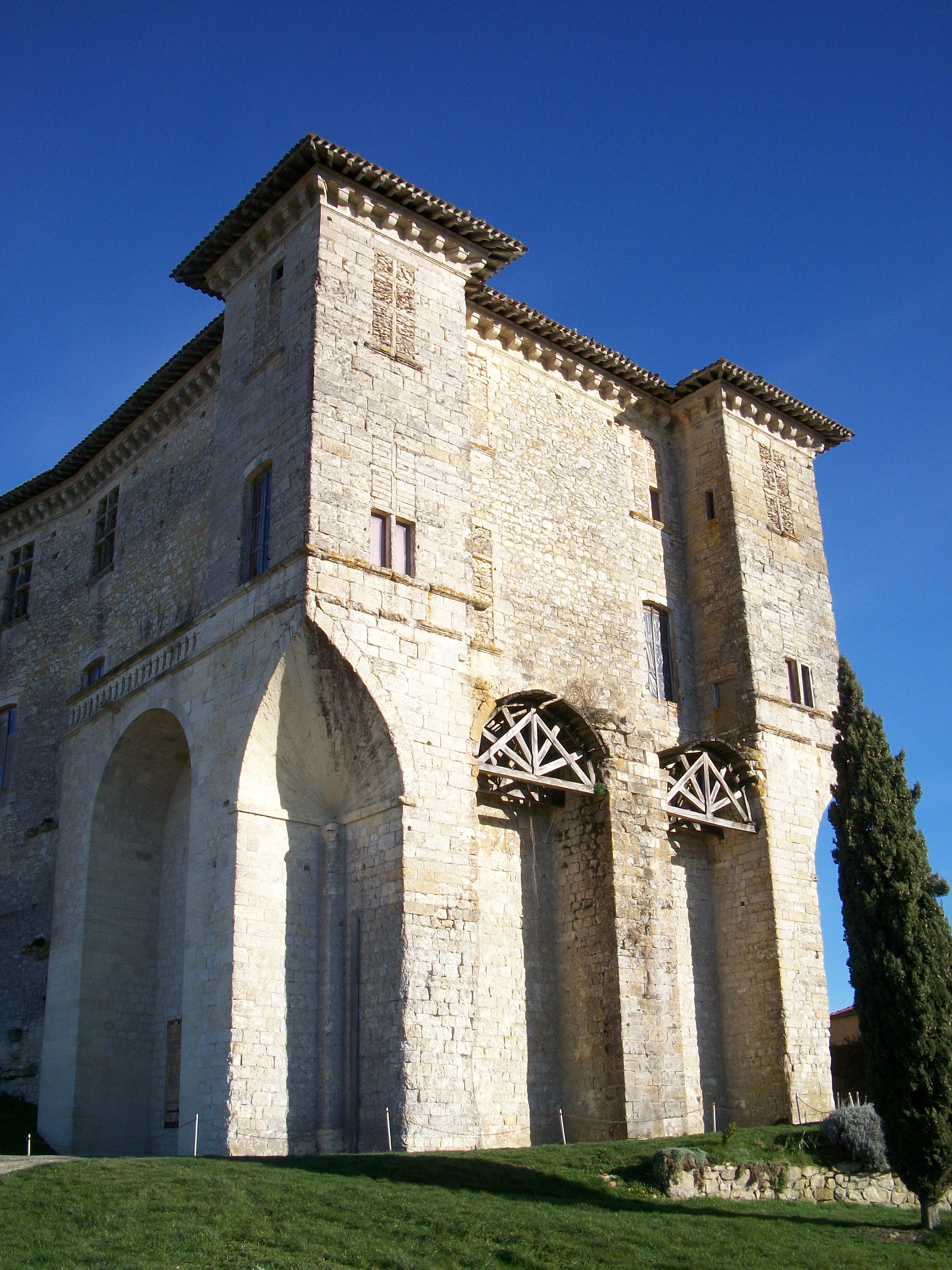
Замок Лавардан
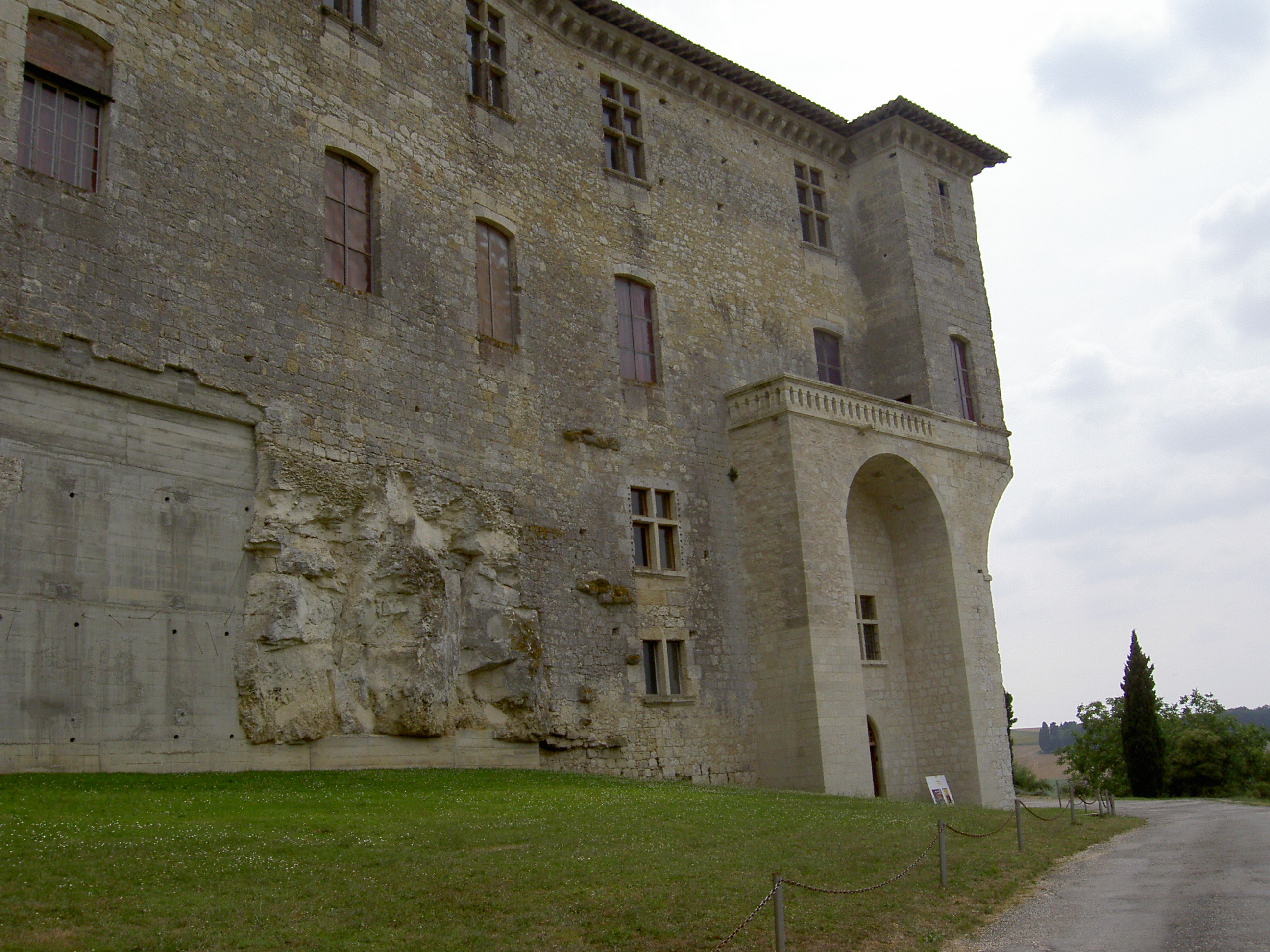
Замок Лавардан
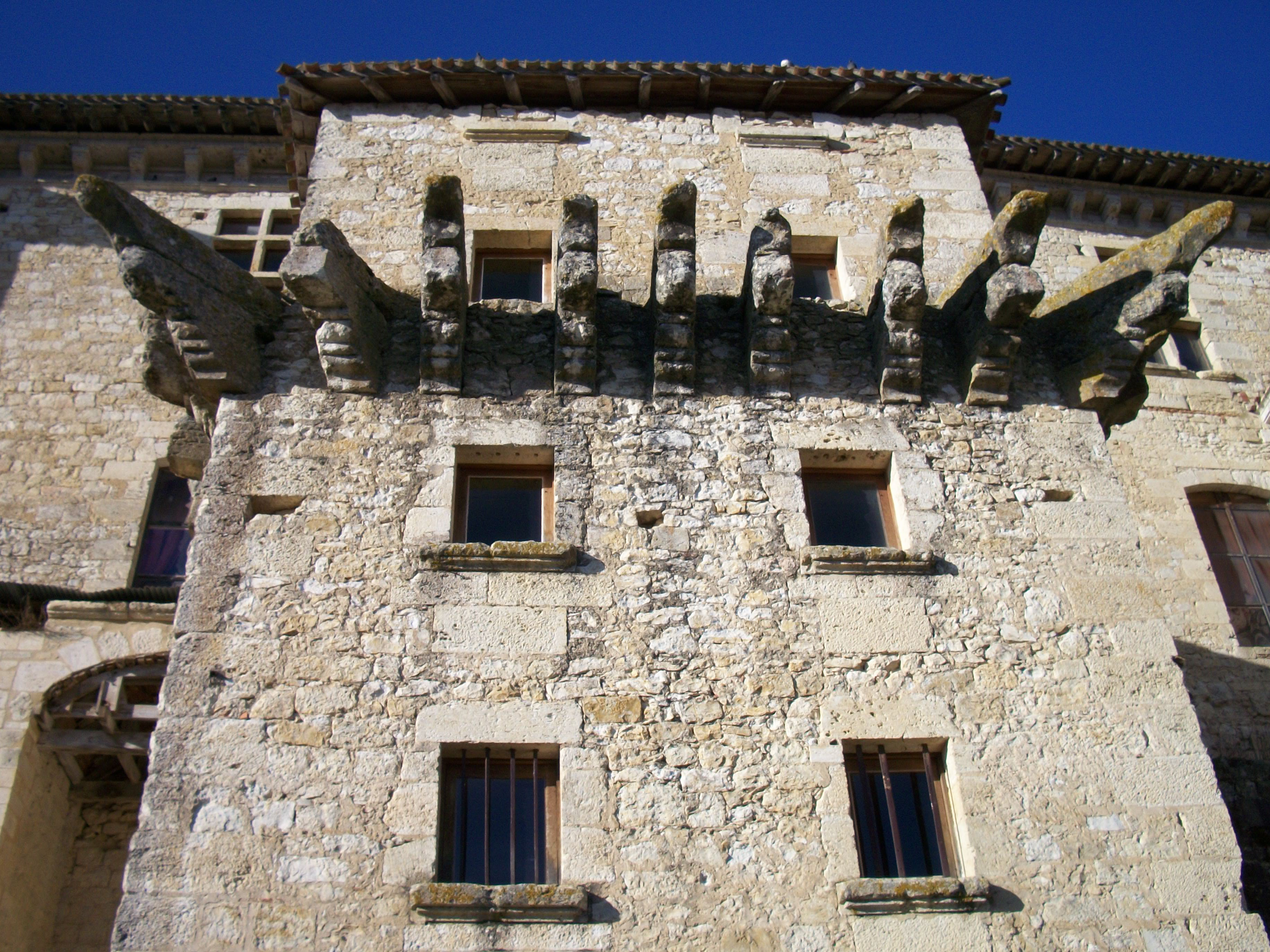
Замок Лавардан
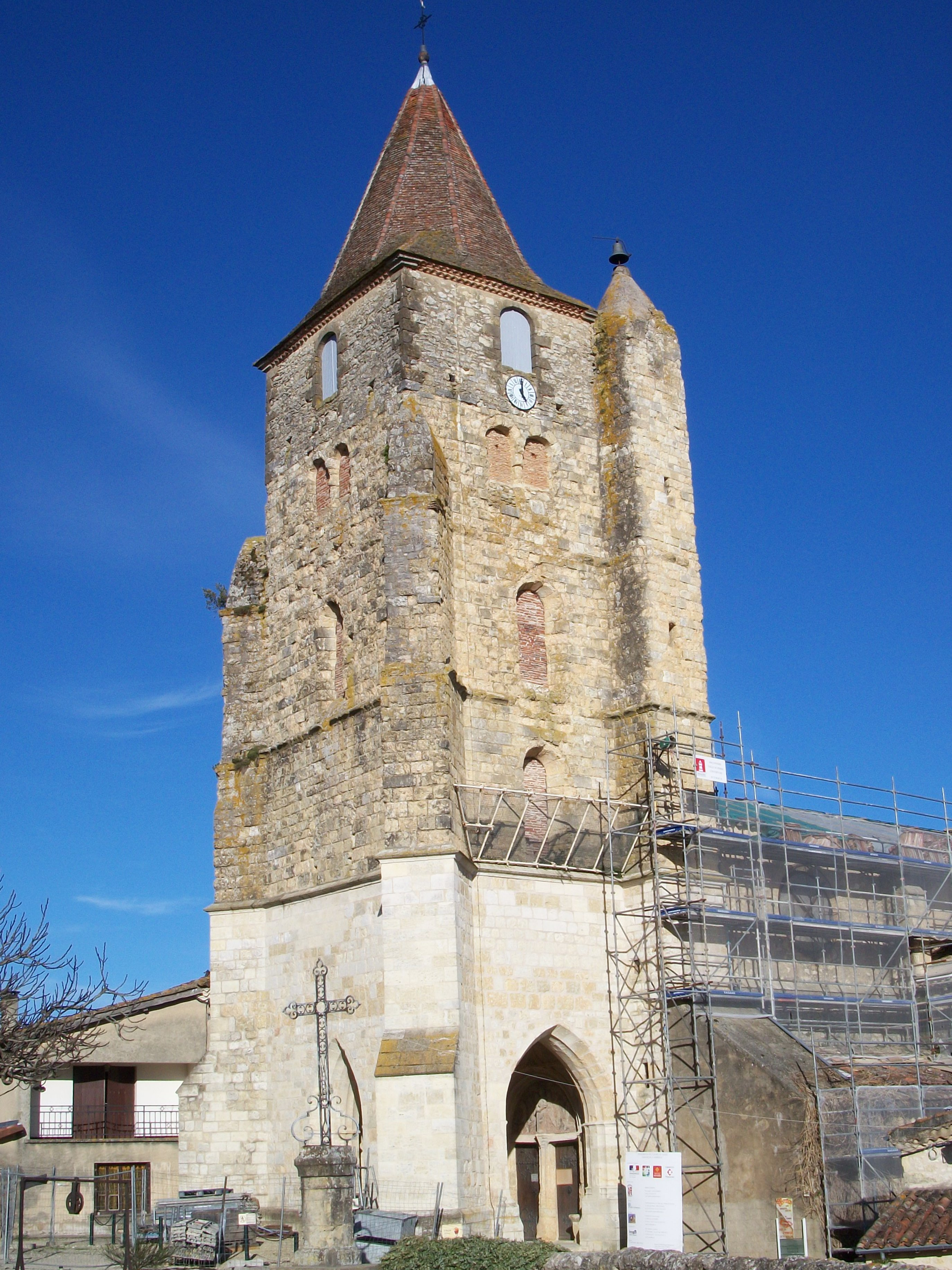
Церковь Св. Михаила